# ギルバート・ゴール
ウィリアム・ギルバート・ゴール（William Gilbert Gaul、1855年3月31日 - 1919年12月21日）は、アメリカ合衆国の画家である。南北戦争の戦場の場面や、西部のネイティブ・アメリカンの生活などを描いた。

## 略歴
ニュージャージー州のジャージーシティで生まれた。ニューアークの学校などで学んだ後、1872年から1876年までニューヨークのナショナル・アカデミー・オブ・デザインでレミュエル・ウイルマース(Lemuel Wilmarth)に学んだ。人物画が得意なジョン・ジョージ・ブラウンにも学び、1875年に新しく設立されたアート・スチューデンツ・リーグ・オブ・ニューヨークでも学んだ。
1876年にアメリカ西部を旅し、軍事や西部開拓に関する題材の作品をナショナル・アカデミー・オブ・デザインの展覧会などに出展するようになった。ニューヨークの雑誌『The Century Magazine』などに多くの挿絵を描いて収入を得るようになり、南北戦争を記録した書籍『Battles and Leaders of the Civil War』が1887年から1888年にかけて出版された時3点の口絵を描いた。雑誌『Harper's Weekly』の挿絵も描いた。
1879年にナショナル・アカデミー・オブ・デザインの準会員に選ばれ、1882年に27歳の若さで正会員に選ばれた。1882年にニューヨークのAmerican Art Associationの展覧会で金メダルを受賞し、1889年のパリ万国博覧会の展覧会や1893年のシカゴ万国博覧会、1901年にアメリカ、ニューヨーク州バッファローで開かれた汎アメリカ博覧会(Pan-American Exposition) でもメダルを受賞した。
ニューヨークを拠点に働いたが、テネシー州ヴァンビューレン郡のフォールクリークフォールズの近くに、叔父から相続した土地にロッジとスタジオを建てた。1890年にはノースダコタ州のネイティブ・アメリカンの調査に同行し、挿絵の仕事をした。これに続いて、メキシコやパナマ、ニカラグア、カリブ海、南アメリカも旅した。
1898年9月に、イギリス海軍の高官の娘と結婚した。
このころからゴールの作品の人気がなくなってきたので、テネシー州マクミンビル（McMinnville）の女子大学（Cumberland Female College）で美術教師として働いた。ナッシュビルにスタジオを維持し、1907年に画集「With the Confederate Colors」を出版するがあまり注目されることはなかった。1910年までにニュージャージー州のリッジフィールド・パーク（Ridgefield Park）に移った。第一次世界大戦が始まると、再び戦場を題材にした作品を制作したが、ほとんど成功を得られぬまま、1919年に結核で亡くなった。

## 作品

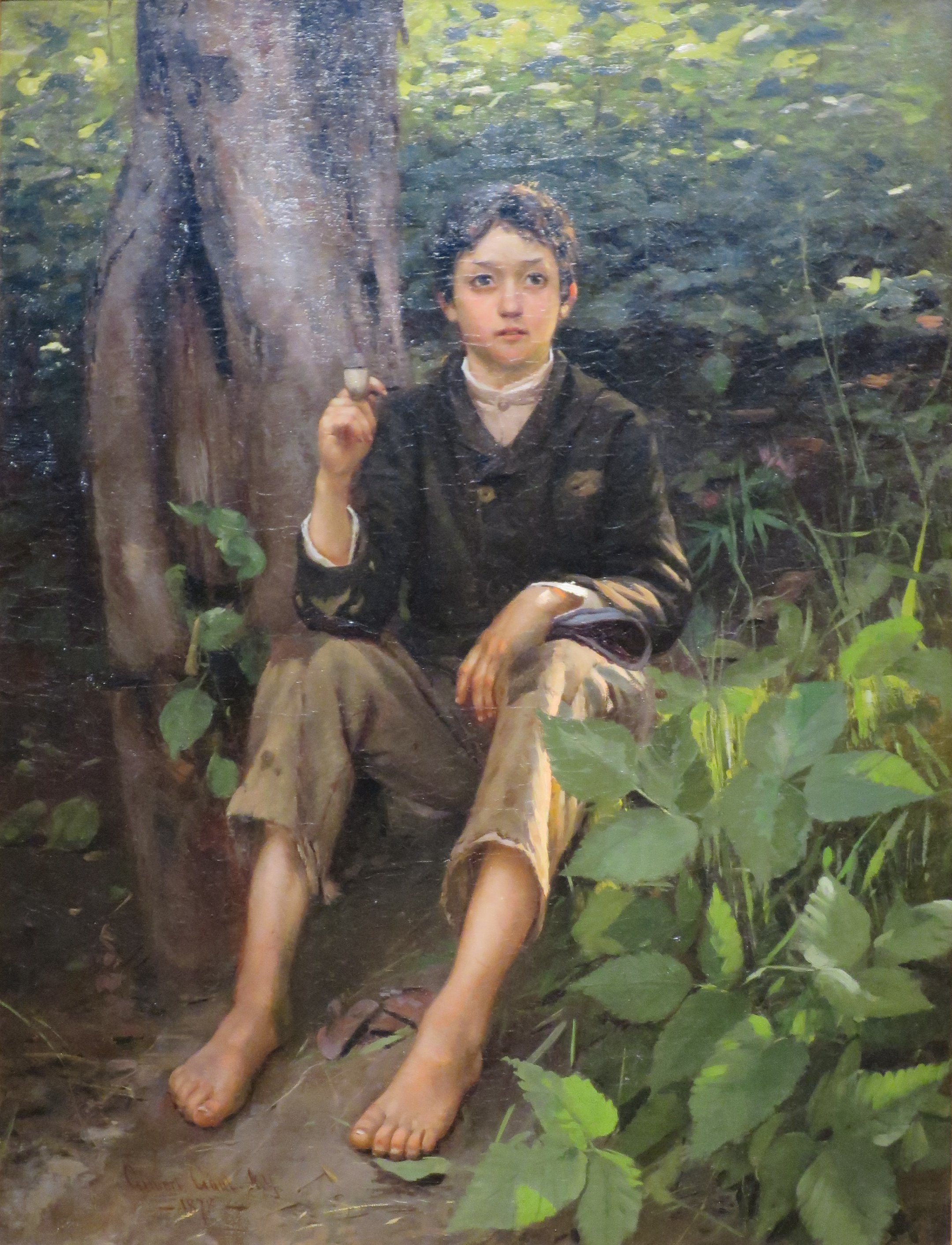
初めてのタバコ (1878) ハイ美術館
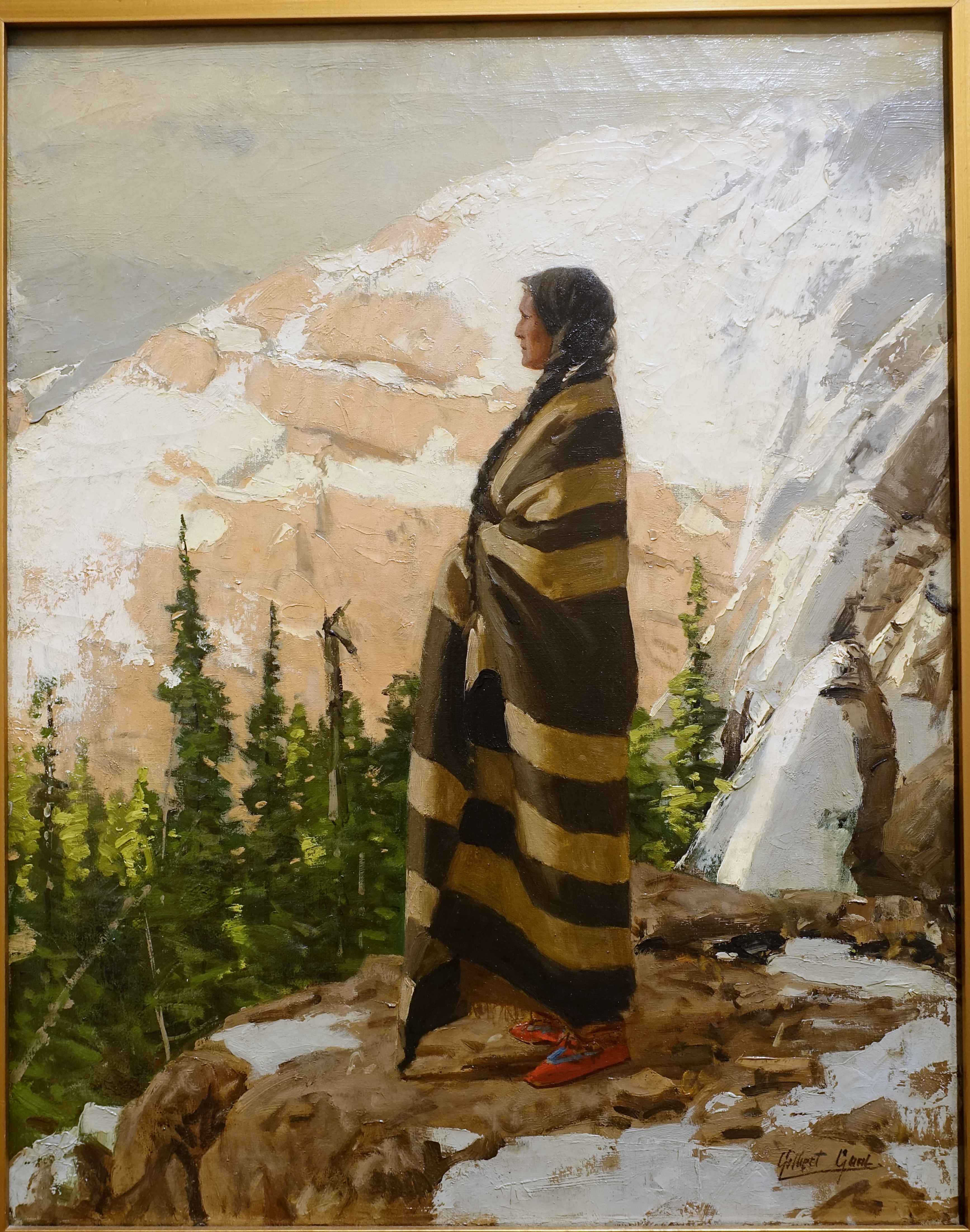
自由の地 (c.1900) ブラントン美術館
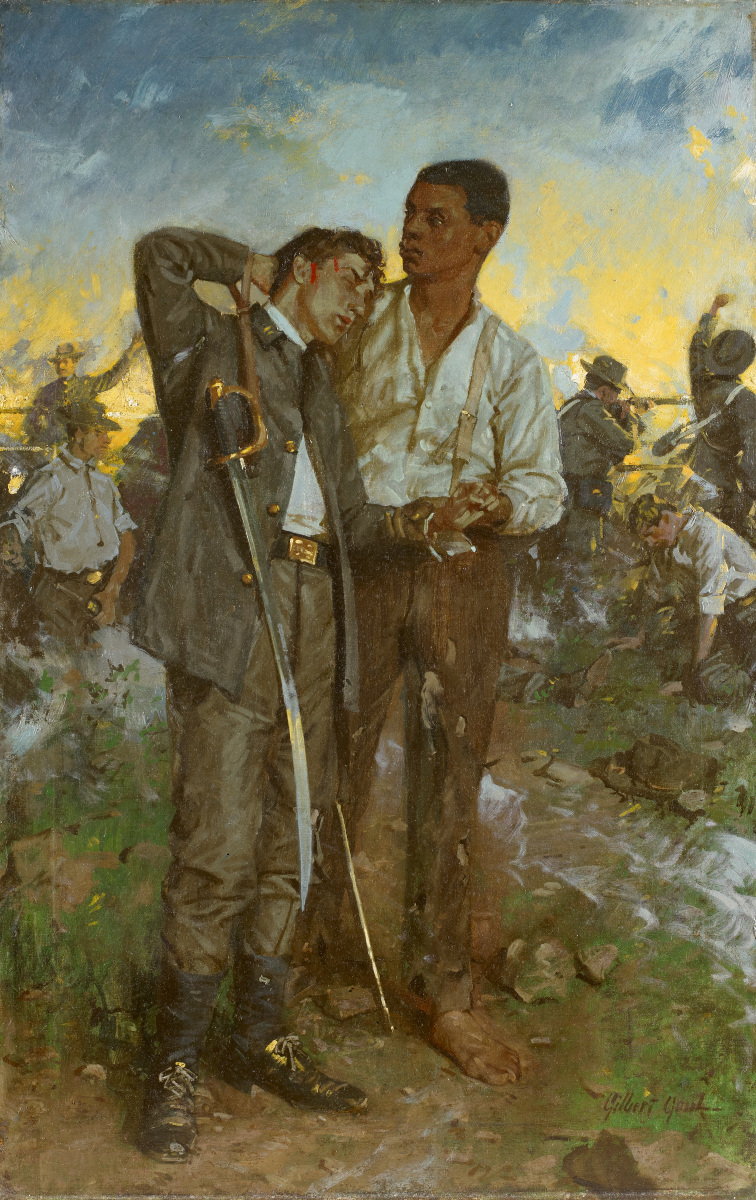
最後まで (1907/1909)
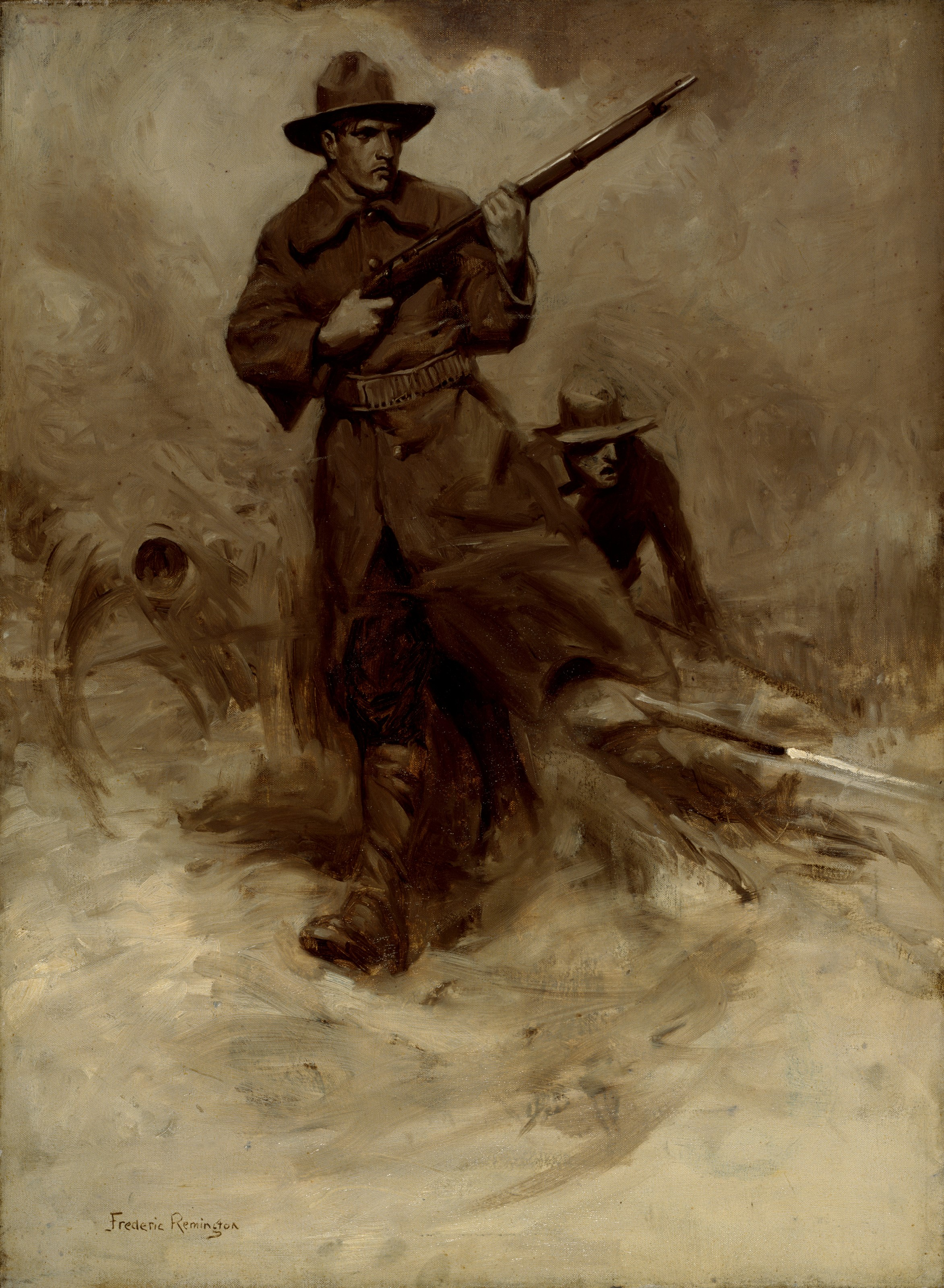
米西戦争の兵士たち ヒューストン美術館

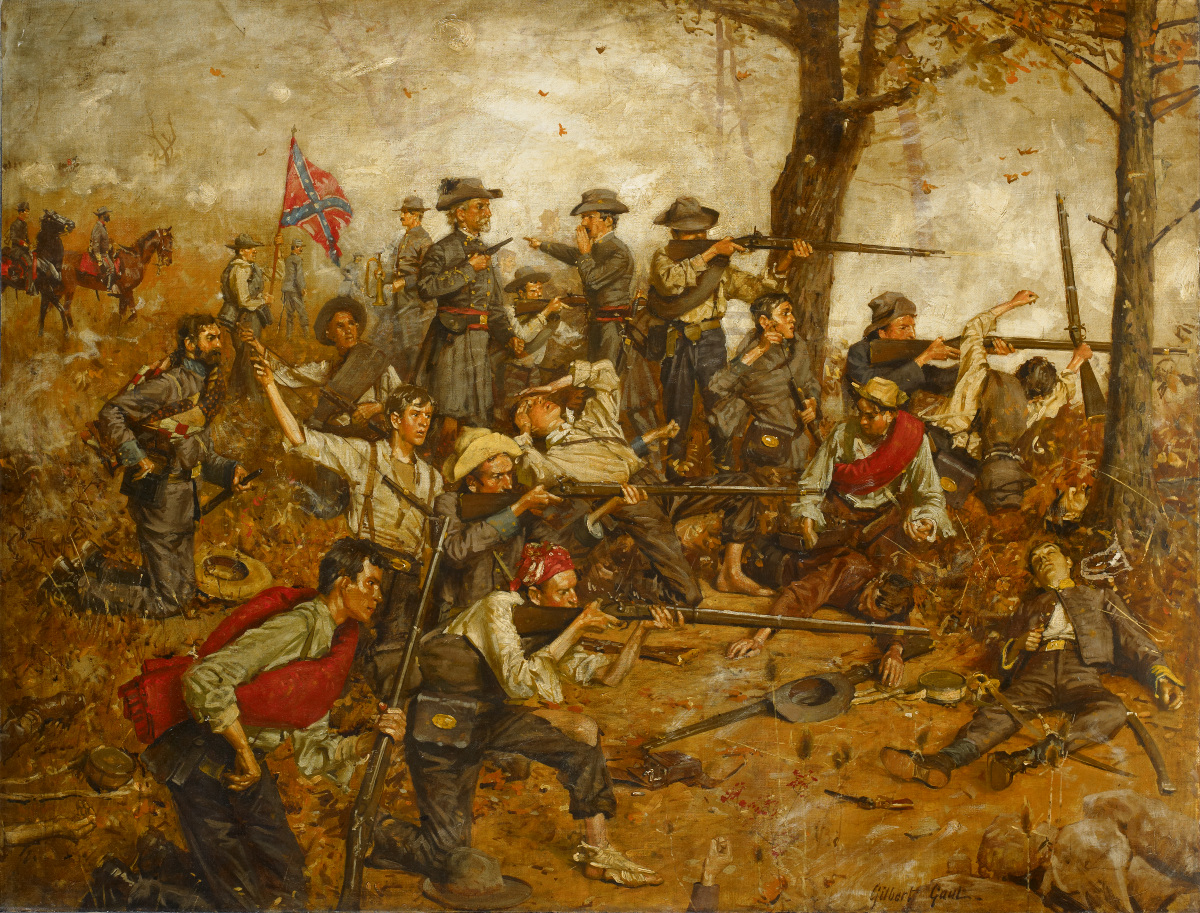
「Holding the Line at All Hazards」(1882) バーミングハム美術館
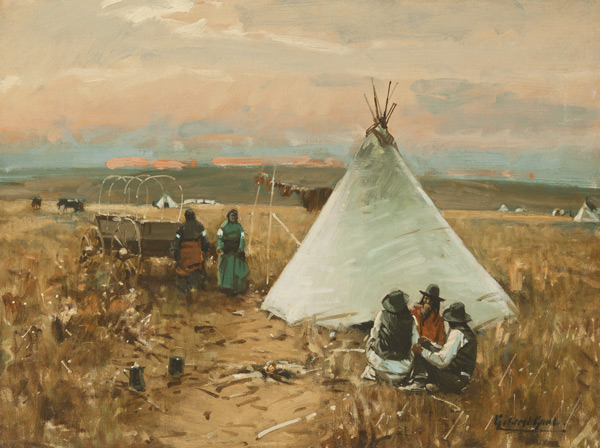
「Pow-Wow（集会）」(1890) Sid Richardson Museum
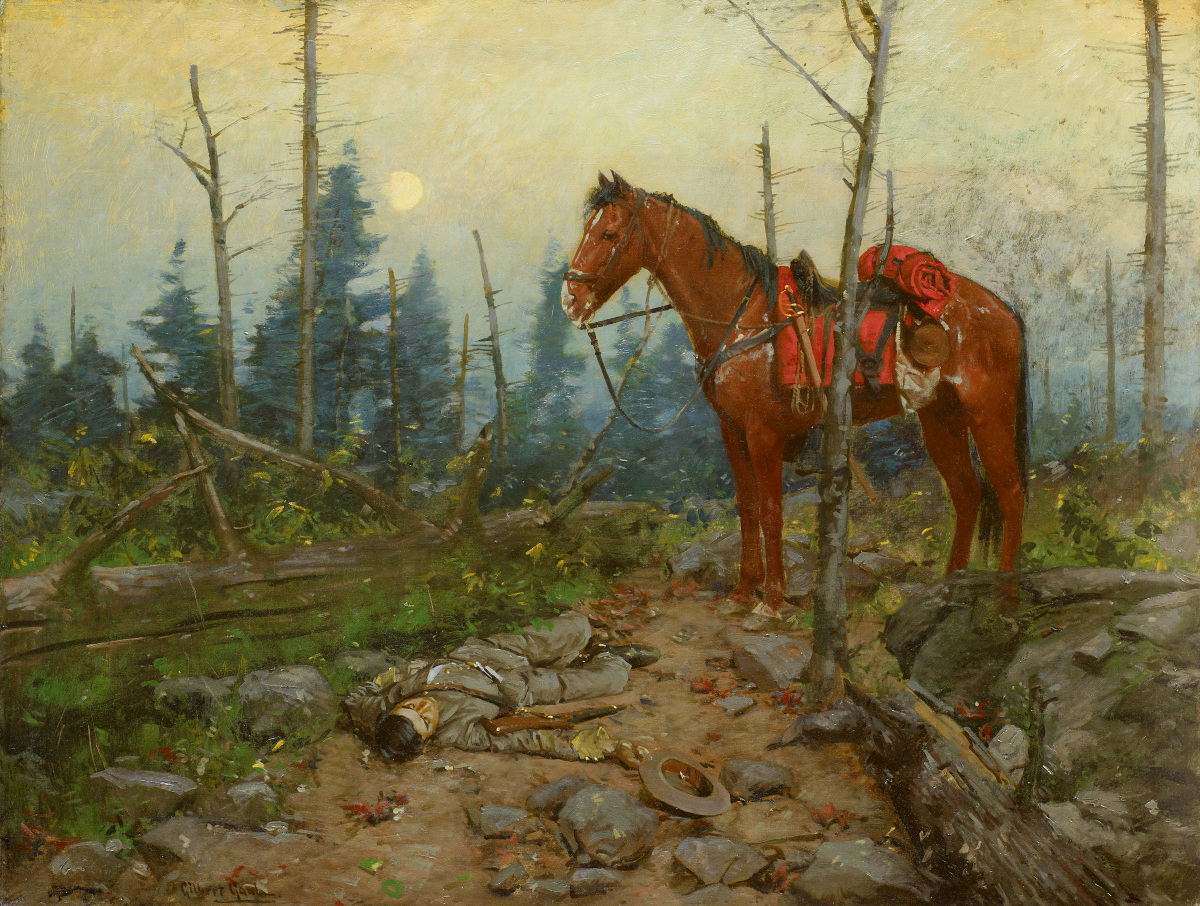
葬送のラッパ(Taps) (1907/1909) バーミングハム美術館
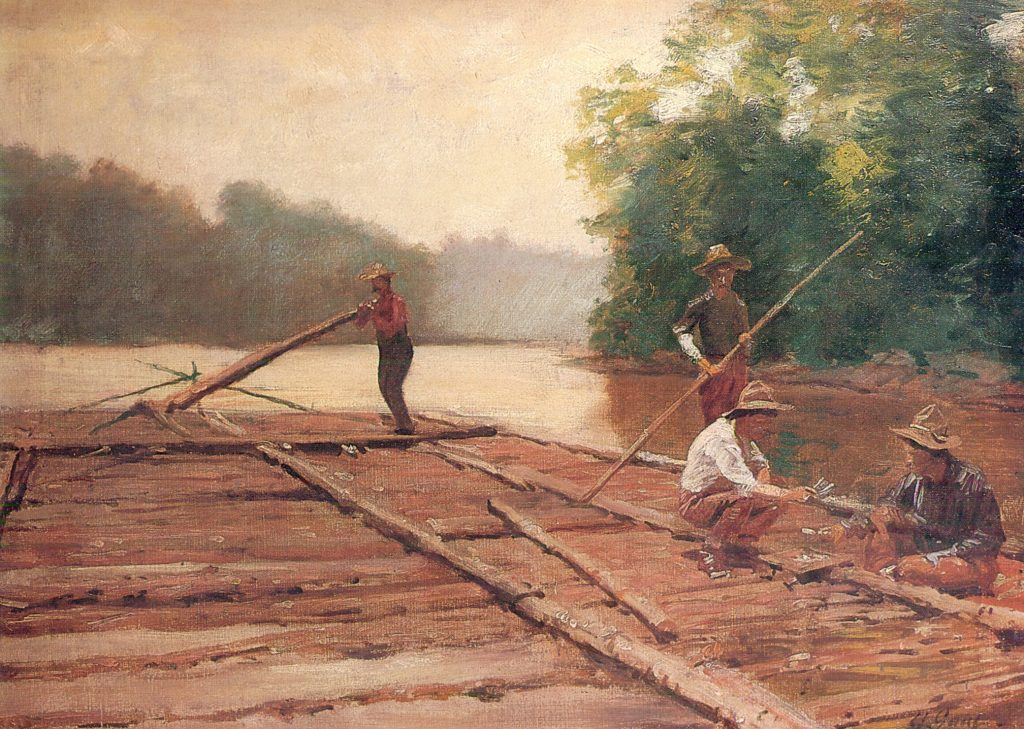
カンバーランド川のいかだ下り